# Culciu
Culciu là một xã thuộc hạt Satu Mare, România. Dân số thời điểm năm 2002 là 4039 người.